# Plage de El Palo
 (mai 2018).
Si vous disposez d'ouvrages ou d'articles de référence ou si vous connaissez des sites web de qualité traitant du thème abordé ici, merci de compléter l'article en donnant les références utiles à sa vérifiabilité et en les liant à la section « Notes et références ».
La Plage de El Palo est une plage du district Est de la ville de Malaga en Andalousie, Espagne. Il s'agit d'une plage urbaine de sable sombre située dans le littoral oriental de la ville, entre la plage de Pedregalejo et la plage de El Chanquete, dans l'ancien quartier de pêcheurs de El Palo. Elle a environ 1 200 mètres de longueur et 25 mètres de largeur moyenne. C'est une plage très fréquentée et d'ambiance familiale. Elle comporte toutes sortes de services.
Sur cette plage est basé le Club Sportif la Espaílla, équipe participante dans la ligue de jábegas.